# Syntrichia ciliata
Syntrichia ciliata là một loài Rêu trong họ Pottiaceae. Loài này được (Broth.) R.H. Zander miêu tả khoa học đầu tiên năm 1993.